# Астрономический институт имени Улугбека
Астрономи́ческий институ́т им. Улугбе́ка — астрономический научный институт в системе Академии наук Узбекистана.

## История создания и развития
Создан в Ташкенте в 1873 году как Ташкентская астрономическая обсерватория (код обсерватории «192»).
Обсерватория была открыта по ходатайству Военно-топографического отдела Туркестанского военного округа, и ему же и подчинялась. Основными задачами, стоящими перед обсерваторией, первоначально являлись проведение полевых астрономических наблюдений, основой для картографирования Средней Азии. Определением с высокой точностью координат многих сотен пунктов и их «привязкой» к обсерватории занимались военные геодезисты и астрономы И. И. Померанцев, П. К. Залесский, Д. Д. Гедеонов и многие другие, выезжавшие для этой цели во многочисленные экспедиции.
В 1874 году обсерватория была оборудована 6-дюймовым телескопом-рефрактором и часами Hohwu.
Наряду с такими сугубо прикладными задачами сотрудники Ташкентской обсерватории в конце XIX и особенно в начале XX века активно занимались проблемами астрофизики. В частности, астрофизик В. В. Стратонов, приехавший в Ташкент из Пулковской обсерватории в 1895 году, стал первым штатским астрономом в Ташкентской обсерватории. В 1895 году в обсерватории был установлен 13-дюймовый телескоп, и были начаты фотографические наблюдения туманостей в Млечном Пути и малых планет.
В 1898 — 1899 годах на территории, принадлежащей обсерватории, было выстроено здание астрофизической лаборатории. И в этот период были расширены работы астрофизического характера — в Ташкентской обсерватории стали проводиться исследования солнечной активности, заниматься проблемами звездной астрономии, фотографическим наблюдениям комет и метеоров.
С 1901 по 1911 год сотрудниками обсерватории были определены 145 гравитационных пункта. К сравнению, к тому моменту во всей России было определено и обработано 400 гравипунктов. Опубликована работа «О фигуре геоида в Ферганской долине» послужившей основой для всей Гравиметрии СССР
В 1928 году обсерватория стала производить регулярные передачи данных для геодезических и топографических исследований края. В 1930 году приступила к регулярным наблюдениям Китабская международная широтная станция при обсерватории. С 1932 году в обсерватории была создана лаборатория по исследованию Солнца.
В 1966 году обсерватория получила статус академического научного института стала называться «Астрономический институт АН Узбекской ССР».
В 1970 году при институте была основана Майданакская высокогорная обсерватория, расположенная в 40 км к югу от Китаба на высоте 2800 м.
В 1989 году в 70 км к северо-востоку от Ташкента, на горе Кумбель, на высоте 2300 м, был установлен инструмент сети станций IRIS, и в институте начались полнодисковые наблюдения глобальных колебаний Солнца.
В 1996 году в Ташкенте был установлен инструмент наземной гелиосейсмологической сети станций TON и были начаты измерения локальных солнечных колебаний в линии K Ca для изучения внутреннего строения Солнца.
Ныне институт входит в систему Академии наук Узбекистана и получил имя выдающегося астронома средних веков Улугбека.

## Руководители обсерватории
- 1880—1890 — Померанцев, Иллиодор Иванович  — заведующий Ташкентской физической и астрономической обсерваторией в 1880[2] — 1890 годах.
- 1890—1900 — Гедеонов, Дмитрий Данилович;
- 1900—1904 — Козловский, Степан Станиславович [3];
- 1904—1908 — Осипов, Михаил Павлович [3];
- 1908—1911 — Давыдов, Антон Дмитриевич [3];
- 1911—1917 — Аузанс, Андрей Иванович  — c 23 марта 1911 года он являлся заведующим Ташкентской физической и астрономической обсерваторией[4].
- 1918—1923 — Гультяев, Яков Парфентьевич (заведующий Ташкентской астрономической и физической обсерватории)
- 1923—1925 — Яшнов, Пётр Иванович (заведующий Ташкентской обсерватории)
- 1922—1930 — Субботин, Михаил Фёдорович
- 1941—1966 — Щеглов, Владимир Петрович (директор Ташкентской обсерватории)
- 1966—1983 — Щеглов, Владимир Петрович  (директор Астрономического института АН УзССР)
- 1983—1995 — Юлдашбаев, Таймас Саттыевич
- с 1995—по настоящее время — Эгамбердиев, Шухрат Абдуманнапович [5].

## Отделы обсерватории
- Отдел физики Солнца
- Отдел галактической астрономии и космогонии
- Отдел астрофизических исследований
- Группа астроклиматических исследований
- Майданакская высокогорная обсерватория
- Отдел геодинамики

## Известные учёные, работавшие в обсерватории и институте
- Всеволод Викторович Стратонов — российский астрофизик, профессор (1918), декан физико-математического факультета МГУ, один из наиболее талантливых русских астрофизиков рубежа XIX и XX столетий, основатель и директор Российского астрофизического института (РАФИ) (в 1923 году переименованный в ГАФИ). С 1895 года стал первым гражданским сотрудником Ташкентской обсерватории.
- Владимир Григорьевич Шапошников — заведующий службой времени Ташкентской обсерватории в 1938 году. Его научные работы были посвящены измерению времени и абсолютным определениям координат небесных светил. Им был разработан принцип зенитной симметрии ошибок измерения зенитных расстояний, позволяющий достичь высокой точности измерений. Для осуществления наблюдений по его методу и на основе его рекомендаций была изготовлена серия советских зенит-телескопов ЗТЛ-180, установленных в Пулковской, Полтавской и Китабской обсерваториях. Именем Шапошникова названа малая планета (1902 Shaposhnikov).
- Слоним, Юдифь Моисеевна (1909 −1999) — советский астроном, специалист по физике Солнца.
- Щеглов, Владимир Петрович (1904 −1985) — советский и узбекский астроном и популяризатор науки, специалист в области астрометрии и истории астрономии.

## Основные достижения
- В ходе выполнения программы СоПроГ узбекскими астрономами получено самое большое количество точных положений (540) кометы Галлея среди 104 обсерваторий со всего Мира.[6]

## Библиотека
По данным от 1958 года, библиотека обсерватории содержала 30 000 томов специальной и справочной литературы. Старейшая книга библиотеки — T. Hevelii. Prodromus Astronomiae. Gedani, 1690.

## Фотографии Астрономического института в Ташкенте
- Церемония открытия Музея астрономии в Ташкенте (Институт астрономии, декабрь 2009 года)
- Стенды музея в фойе на первом этаже Института астрономии
- Аллея на территории Института астрономии
- Солнечные часы на стене здания Института астрономии в Ташкенте